# San Antonio Nuevo León
San Antonio Nuevo León är en ort i Mexiko.   Den ligger i kommunen Simojovel och delstaten Chiapas, i den sydöstra delen av landet, 700 km öster om huvudstaden Mexico City. San Antonio Nuevo León ligger 1 149 meter över havet och antalet invånare är 559.
Terrängen runt San Antonio Nuevo León är bergig åt nordost, men åt sydväst är den kuperad. Runt San Antonio Nuevo León är det ganska tätbefolkat, med 104 invånare per kvadratkilometer. Närmaste större samhälle är Simojovel de Allende, 17,4 km väster om San Antonio Nuevo León. I omgivningarna runt San Antonio Nuevo León växer i huvudsak städsegrön lövskog.